# MSP 50
MSP 50 é uma série de quatro livros de quadrinhos desenvolvido pela Mauricio de Sousa Produções no qual artistas brasileiros foram convidados a elaborar histórias em que fizeram uma releitura dos personagens clássicos de Mauricio de Sousa em homenagem aos 50 anos da carreira do quadrinista, completados em 2009. A série deu origem ao projeto Graphic MSP, iniciado em 2011.

## MSP 50
Em setembro de 2009 foi lançado o álbum MSP 50 - Mauricio de Sousa Por 50 Artistas, com o propósito de homenagear os 50 de carreira de Mauricio de Sousa ao convidar 50 quadrinistas brasileiros a criarem releituras de seus personagens. O editor do projeto foi Sidney Gusman, que idealizou a homenagem e fez a seleção dos artistas. O livro apresentou cartuns, tiras e HQs que traziam estilos gráficos e estilísticos os mais variados. A inspiração veio dos álbum Asterix e seus amigos, no qual diversos artistas fizeram releituras dos personagens de Albert Uderzo em homenagem aos 80 anos do autor e  "25 Anos do Menino Maluquinho", personagem de Ziraldo.

### Lista de autores
Laerte, Rodrigo Rosa, Flávio Luiz, Gilmar, Daniel Brandão, Lelis, Antonio Eder, Cau Gomez, Lailson, Fido Nesti, Julia Bax, Orlandeli, Ivan Reis, Baptistão, Mascaro, Fábio Yabu, Jean Galvão, Raphael Salimena, Benett, Fábio Moon, Gabriel Bá, João Marcos, Jean Okada, Otoniel Oliveira, José Aguiar, Angeli, Samuel Casal, Osmarco Valladão, Manoel Magalhães, Antônio Cedraz, Erica Awano, Luciano Félix, Gustavo Duarte, Fábio Lyra, Fernando Gonsales, Vinicius Mitchell, Fernandes, Rafael Sica, Spacca, Wander Antunes, Fabio Cobiaco, Ziraldo, Christie Queiroz, Dalcio Machado, Jô Oliveira, Guazzelli, Laudo, Marcelo Campos, Renato Guedes e Vitor Cafaggi.

## MSP +50
Por conta do sucesso do MSP 50, em agosto de 2010 foi lançado o álbum MSP +50 - Mauricio de Sousa Por Mais 50 Artistas. O objetivo do projeto foi ampliado: além de homenagear Mauricio de Sousa, passou a também ser uma forma de apresentar novos quadrinistas para o público brasileiro, o que é reforçado pela proposta de buscar representantes da maioria dos estados brasileiros e mesclar desde quadrinistas consagrados até alguns praticamente desconhecidos.

### Lista de autores
Adriana Melo, Allan Sieber, André Diniz, André Ducci, André Kitagawa, André Vazzios, Beto Nicácio, Biratan, Caco Galhardo, Chico Zullo, Clara Gomes, Danilo Beyruth, Denilson Albano, Diogo Saito, Duke, Eduardo Medeiros, Emerson Lopes, Fabio Ciccone, Fernanda Chiella, Gian Danton, Hector Salas, Iotti, JJ Marreiro, João Lin, José Márcio Nicolosi, Jota A, Kako, Lucas Lima, Luis Augusto, Marcatti, Marcelo Braga, Mario Cau, Marlon Tenório, Mateus Santolouco, Mozart Couto, Odyr, Pablo Mayer, Rafael Albuquerque, Rafael Coutinho, Rafael Grampá, Ric Milk, Ricardo Manhães, Roger Cruz, Romahs, Rogério Vilela, S. Lobo, Tiago Hoisel, Wellington Srbek, Will e Williandi.

## MSP Novos 50
Em setembro de 2011 foi lançado o álbum MSP Novos 50 - Mauricio de Sousa Por 50 Novos Artistas, último da proposta original de trazer 50 diferentes quadrinistas brasileiros para fazer uma releitura da obra de Mauricio de Sousa.

### Lista de autores
Mike Deodato, Pryscila Vieira, Lederly Mendonça, Amorim, Shiko, Rael Lyra, Carlos Ruas, Marcelo Cassaro, Eduardo Francisco, João Montanaro, Samuel Fonseca, Klévisson Viana, Ana Luiza Koehler, Luis Ernesto de Morais, Estevão Ribeiro, Leo Finocchi, Daniel HDR, Maurenilson, Danilo Brandão, Aluir Amancio, Samanta Flôor, Jaum, Will Leite, Bernardo Aurélio, Watson Portela, Elcerdo, Volney Nazareno, Davi Calil, Ronaldo Barata, Ed Benes, Celso Menezes, Felipe Massafera, Waldemar Lene Chaves, Luciano Irrthum, Paulo Visgueiro, Rogério Coelho, Galvão, Lupe, Alves, Sam Hart, Adão Iturrusgarai, Pablo Carranza, Rezende, Márcio Coelho, Roberta Pares, Orlando, Daniel Bueno, Hector Lima, George Schall e Luke Ross.

### Ouro da Casa
Em agosto de 2012, foi lançado o álbum Ouro da Casa, que seguiu a mesma proposta dos três livros MSP 50, mas que focou exclusivamente nos funcionários da Mauricio de Sousa Produções. Foram quase 80 artistas que fizeram uma releitura dos personagens de Mauricio de Sousa em seus próprios estilos, havendo, inclusive, a participação do próprio Mauricio de Sousa. Além das releituras, também houve homenagens aos profissionais mais antigos do estúdio, além de importantes autores que fizeram parte da equipe no passado. Diversos materiais extras foram publicados em um hotsite lançado junto com o livro.

## Lista de autores
Mauricio de Sousa, Flavio Teixeira de Jesus, Marcos Fernando Alves da Silva, Alice Keiko Takeda, J. Márcio Nicolosi, Mauricio Mendes, Andrea de Petta, Marina Sousa, Robson Bala, Kazuo Yamassake, Wagner Ramari, Sérgio Tibúrcio Graciano, João Marcos, Zazo Aguiar, Jairo Alves, Viviane Yamabuchi, Tatiana M. Santos, Mario Mattoso Neto, Felipe C. Ribeiro, Emy Takayama Yamauchi Acosta , Clewerson Saremba, Gerson Luiz Teixeira, Sidney Gusman, Lino Paes, Mant, Maju Bellucci, Michel Leonardo Costa, Roberto Martins, Emerson Abreu, Caroline Honda, Roberto Munhoz, Sidnei Salustre, Giba Valadares, Cristina Hitomi Ando, Jal, Altino O. Lobo, Mauro Souza, Rosana Valim, Edde Wagner, Fernando A. Rodrigues, Denis Oyafuso, André Simas, Verde, Clarisse Hirabayashi, Kaio Bruder, Wellington Dias, Ana Fátima, Carlos Alberto Pereira, Jae HW, Juliana Mendes, Enrique Valdez, Thiago Martins, Romeu T. Furusawa, Fernando Luis Campos, Luciana Luppe Silva, José Aparecido, Paulo Back, Patrícia Zacarias, Edson Itaborahy, Romahs, Petra Leão, Marcelo Cassaro, Marcelo Kina, Ricardo Roásio, Reginaldo da Silva, Olga M. Ogasawara Yuhara, Lancast Mota, Wagner Bonilha e Bruno Honda Leite.

## Edição encadernadas
Em setembro de 2024, o editor Sidney Gusman anunciou uma edição encadernadas contendo os 4 álbuns em uma edição omnibus. O álbum foi lançado em dezembro do mesmo ano.

## MSP 90
Durante a CCXP 2024, foi anunciado um novo álbum intitulado MSP 90, dessa vez para comemorar os 90 anos de Maurício.

## Premiações
A série MSP 50 ganhou seis vezes o Troféu HQ Mix, nas seguintes categorias:
- MSP 50 - Edição especial nacional; projeto editorial; publicação mix.[15]
- MPS +50 - Publicação mix.[16]
- MSP Novos 50 - Projeto editorial; publicação mix.[17]